# Jack Enders
Enders Jack et Cie bzw. Jack Enders et Cie war ein französischer Hersteller von Automobilen.

## Unternehmensgeschichte
Das Unternehmen aus Asnières-sur-Seine begann 1914 mit der Produktion von Automobilen. Der Markenname lautete Jack Enders. Nach Ende des Ersten Weltkriegs stellte Mourre die Fahrzeuge für Jack Enders her. 1920 endete die Produktion.

## Fahrzeuge

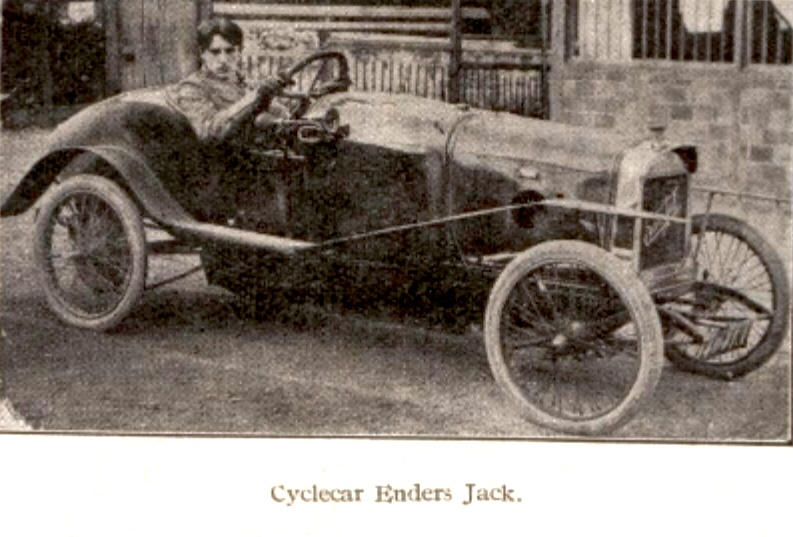
Jack Enders

Im Angebot standen zwei Kleinwagenmodelle. Im kleineren Modell sorgte ein Zweizylindermodell mit 900 cm³ oder 950 cm³ Hubraum für den Antrieb. Das größere Modell war mit einem Vierzylindermotor mit 1058 cm³ Hubraum von Fivet ausgestattet.